# BNO-10-10 – A légzőrendszer betegségei
 A BNO-kódrendszer hivatalos nemzetközi forrása az Egészségügyi Világszervezet (WHO) honlapja; az ÁEEK által finanszírozott egészségügyi ellátások tekintetében az aeek.hu az irányadó!
Az alábbi hierarchia a nyomtatott magyar kiadásnak (BNO-10, 1995) felel meg.

## Heveny felső légúti fertőzések (J00-J06)
- J00 Heveny orr-garatgyulladás [meghűlés]
- J01 Heveny mellék-üreggyulladás
  - J01.0 Sinusitis maxillaris acuta
  - J01.1 Sinusitis frontalis acuta
  - J01.2 Sinusitis ethmoidalis acuta
  - J01.3 Sinusitis sphenoidalis acuta
  - J01.4 Heveny pansinusitis
  - J01.8 Egyéb heveny sinusitis
  - J01.9 Heveny sinusitis, k.m.n.
- J02 Heveny garatgyulladás
  - J02.0 Heveny garathurut streptococcus miatt
  - J02.8 Heveny garatgyulladás egyéb meghatározott kórokozótól
  - J02.9 Akut garatgyulladás, nem meghatározott
- J03 Heveny mandulagyulladás
  - J03.0 Streptococcus okozta mandulagyulladás
  - J03.8 Heveny mandulagyulladás egyéb, meghatározott kórokozótól
  - J03.9 Heveny mandulagyulladás, k.m.n.
- J04 Heveny gége és légcsőgyulladás
  - J04.0 Heveny gégegyulladás
  - J04.1 Heveny légcsőgyulladás
  - J04.2 Heveny laryngotracheitis
- J05 Heveny obstruktív laryngitis (krupp) és epiglottitis
  - J05.0 Heveny obstruktív laryngitis (krupp)
  - J05.1 Heveny epiglottitis
- J06 Felső légúti fertőzések több és nem meghatározott helyen
  - J06.0 Heveny laryngopharyngitis
  - J06.8 Egyéb felső légúti fertőzések több helyen
  - J06.9 Felső légúti fertőzés, k.m.n.

## Influenza és tüdőgyulladás (J10-J18)
- J10 Azonosított influenzavírus okozta influenza
  - J10.0 Influenza tüdőgyulladással, influenzavírus azonosítva
  - J10.1 Influenza egyéb légúti manifesztációkkal, influenzavírus azonosítva
  - J10.8 Influenza egyéb manifesztációkkal, influenzavírus azonosítva
- J11 Influenza, vírus azonosítása nélkül
  - J11.0 Influenza tüdőgyulladással, vírus azonosítása nélkül
  - J11.1 Influenza egyéb légúti manifesztációkkal, specifikus vírus azonosítása nélkül
  - J11.8 Influenza egyéb manifesztációkkal, vírus azonosítása nélkül
- J12 Vírusos tüdőgyulladás, m.n.o.
  - J12.0 Adenovírus pneumonia
  - J12.1 Légúti syncytiális vírus pneumonia
  - J12.2 Parainfluenza vírus pneumonia
  - J12.8 Egyéb vírusos pneumonia
  - J12.9 Vírusos tüdőgyulladás, k.m.n.
- J13 Streptococcus pneumoniae
- J14 Haemophilus influenzae
- J15 Bakteriális tüdőgyulladás, m.n.o.
  - J15.0 Klebsiella pneumoniae
  - J15.1 Pseudomonas
  - J15.2 Staphylococcus okozta tüdőgyulladás
  - J15.3 B-csoportú streptococcus okozta tüdőgyulladás
  - J15.4 Egyéb streptococcus okozta tüdőgyulladás
  - J15.5 Escherichia coli
  - J15.6 Egyéb anaerob, Gram-negatív baktériumok okozta tüdőgyulladás
  - J15.7 Mycoplasma pneumoniae
  - J15.8 Egyéb bakteriális tüdőgyulladás
  - J15.9 Bakteriális tüdőgyulladás, k.m.n.
- J16 Egyéb fertőz organizmusok okozta tüdőgyulladás, m.n.o.
  - J16.0 Chlamydia okozta pneumonia
  - J16.8 Egyéb fertőz organizmusok okozta tüdőgyulladás
- J17 Tüdőgyulladás máshol osztályozott betegségekben
  - J17.0 Tüdőgyulladás máshol osztályozott bakteriális betegségekben
  - J17.1 Tüdőgyulladás máshol osztályozott vírusbetegségekben
  - J17.2 Tüdőgyulladás gombás megbetegedésekben
  - J17.3 Tüdőgyulladás parazitás betegségekben
  - J17.8 Tüdőgyulladás egyéb, máshova osztályozott betegségekben
- J18 Tüdőgyulladás, kórokozó nem meghatározott
  - J18.0 Bronchopneumonia, k.m.n.
  - J18.1 Lobáris tüdőgyulladás, k.m.n.
  - J18.2 Hypostaticus pneumonia, k.m.n.
  - J18.8 Egyéb tüdőgyulladás, kórokozó k.m.n.
  - J18.9 Tüdőgyulladás, k.m.n.

## Egyéb heveny alsó légúti fertőzések (J20-J22)
- J20 Heveny hörghurut
  - J20.0 Heveny bronchitis mycoplasma pneumoniaetól
  - J20.1 Heveny bronchitis haemophylus influensaetól
  - J20.2 Heveny bronchitis streptococcustól
  - J20.3 Heveny bronchitis coxsackie-vírustól
  - J20.4 Heveny bronchitis parainfluenza-vírustól
  - J20.5 Heveny bronchitis légúti syncytiális vírustól
  - J20.6 Heveny bronchitis rhinovírustól
  - J20.7 Heveny bronchitis echovírustól
  - J20.8 Heveny bronchitis egyéb meghatározott kórokozótól
  - J20.9 Heveny bronchitis k.m.n.
- J21 Heveny bronchiolitis
  - J21.0 Heveny bronchiolitis légúti syncytiális vírustól
  - J21.8 Heveny bronchiolitis egyéb meghatározott kórokozóktól
  - J21.9 Heveny bronchiolitis, k.m.n.
- J22 Nem meghatározott alsó légúti fertőzés

## A felső légutak egyéb betegségei (J30-J39)
- J30 Vasomotor és allergiás rhinitis
  - J30.0 Vasomotor rhinitis
  - J30.1 Allergiás rhinitis pollentől
  - J30.2 Egyéb szezonális allergiás rhinitis
  - J30.3 Egyéb allergiás rhinitis
  - J30.4 Allergiás rhinitis, k.m.n.
- J31 Idült rhinitis, nasopharyngitis és pharyngitis
  - J31.0 Idült rhinitis
  - J31.1 Idült nasopharyngitis
  - J31.2 Idült pharyngitis
- J32 Idült mellék-üreggyulladás
  - J32.0 Idült sinusitis maxillaris
  - J32.1 Idült sinusitis frontalis
  - J32.2 Idült sinusitis ethmoidalis
  - J32.3 Idült sinusitis sphenoidalis
  - J32.4 Idült pansinusitis
  - J32.8 Egyéb idült sinusitis
  - J32.9 Idült sinusitis, k.m.n.
- J33 Orrpolypus
  - J33.0 Orrüreg-polypus
  - J33.1 Polypoid sinus degeneratio
  - J33.8 Egyéb melléküreg polypus
  - J33.9 Orrpolypus, k.m.n.
- J34 Az orr és orr-melléküregek egyéb rendellenességei
  - J34.0 Az orr tályogja, furunkulusa és karbunkulusa
  - J34.1 Orrüregek cystája és mucoceleje
  - J34.2 Orrsövényelferdülés
  - J34.3 Orrkagylók túltengése
  - J34.8 Az orr és orr-üregek egyéb meghatározott rendellenességei
- J35 A garat- és orrmandulák idült betegségei
  - J35.0 Idült garat-mandulagyulladás
  - J35.1 A garatmandulák túltengése
  - J35.2 Az orrmandulák túltengése
  - J35.3 A garat- és orrmandulák együttes túltengése
  - J35.8 A garat- és orrmandulák egyéb idült betegségei
  - J35.9 A garat- és orrmandulák nem meghatározott idült betegségei
- J36 Mandula körüli tályog
- J37 Idült laryngitis és laryngotracheitis
  - J37.0 Idült laryngitis
  - J37.1 Idült laryngotracheitis
- J38 A hangszalagok és gége máshová nem osztályozott betegségei
  - J38.0 Hangszalag- és gége-bénulás
  - J38.1 A hangszalag és gége polypusa
  - J38.2 A hangszalagok csomói
  - J38.3 A hangszalagok egyéb betegségei
  - J38.4 Gégevizenyő
  - J38.5 Gégegörcs
  - J38.6 Gégeszűkület
  - J38.7 A gége egyéb betegségei
- J39 A felső légutak egyéb betegségei
  - J39.0 Retropharyngeális és parapharyngeális tályog
  - J39.1 A garat egyéb tályogja
  - J39.2 A garat egyéb betegségei
  - J39.3 A felső légúti traktus nem meghatározott lokalizációjú túlérzékenységi reakciója
  - J39.8 A felső légutak egyéb meghatározott betegségei
  - J39.9 A felső légutak betegségei k.m.n.

## Idült alsó légúti betegségek (J40-J47)
- J40 Bronchitis, nem hevenynek vagy idültnek meghatározva
- J41 Egyszerű és mucopurulens idült bronchitis
  - J41.0 Egyszerű idült bronchitis
  - J41.1 Mucopurulens idült bronchitis
  - J41.8 Kevert egyszerű és mucopurulens idült bronchitis
- J42 Nem meghatározott idült bronchitis
- J43 Emphysema
  - J43.0 MacLeod szindróma
  - J43.1 Panlobuláris emphysema
  - J43.2 Centrilobuláris emphysema
  - J43.8 Egyéb emphysema
  - J43.9 Emphysema, k.m.n.
- J44 Egyéb idült, obstruktív tüdőbetegség
  - J44.0 Idült obstruktív tüdőbetegség heveny alsó légúti fertőzéssel
  - J44.1 Idült obstruktív tüdőbetegség heveny fellángolással, k.m.n.
  - J44.8 Egyéb meghatározott idült obstruktív tüdőbetegség
  - J44.9 Idült obstruktív tüdőbetegség , k.m.n.
- J45 Asthma
  - J45.0 Főként allergiás asthma
  - J45.1 Nem-allergiás asthma
  - J45.8 Kevert asthma
  - J45.9 Asthma, k.m.n.
- J46 Status asthmaticus
- J47 Bronchiectasia

## Külső tényezők okozta tüdőbetegségek (J60-J70)
- J60 Szénbányászok pneumoconiosisa
- J61 Azbeszt és egyéb ásványi rostok okozta pneumoconiosis
- J62 Kvarctartalmú por okozta pneumoconiosis
  - J62.0 Pneumoconiosis talkum(por)-tól
  - J62.8 Pneumoconiosis egyéb kvarctartalmú poroktól
- J63 Pneumoconiosis egyéb szervetlen poroktól
  - J63.0 Aluminosis (tüdő-)
  - J63.1 Bauxit-fibrosis (tüdő-)
  - J63.2 Berylliosis
  - J63.3 Grafit-fibrosis (tüdő)
  - J63.4 Siderosis
  - J63.5 Stannosis
  - J63.8 Egyéb meghatározott szervetlen por okozta pneumoconiosis
- J64 Nem meghatározott pneumoconiosis
- J65 Gümőkórral társult pneumoconiosis
- J66 Meghatározott szerves por okozta légúti betegség
  - J66.0 Byssinosis
  - J66.1 Lenmunkás betegség
  - J66.2 Cannabinosis (indiai kender okozta légúti betegség)
  - J66.8 Légúti betegség egyéb meghatározott szerves portól
- J67 Túlérzékenységi (allergiás) pneumonitis szerves portól
  - J67.0 Farmer-tüdő
  - J67.1 Bagassosis
  - J67.2 Madárkedvelők tüdőbetegsége
  - J67.3 Suberosis
  - J67.4 Malátacsíráztató tüdő
  - J67.5 Gombatenyésztők tüdőbetegsége
  - J67.6 Juharfa-munkás tüdő
  - J67.7 Légkondicionáló és légnedvesítő okozta tüdőbetegség
  - J67.8 Túlérzékenységi pneumonitis egyéb szerves poroktól
  - J67.9 Túlérzékenységi pneumonitis nem meghatározott szerves portól
- J68 Légzőszervi állapotok vegyszerek, gázok, füstök és gőzök belégzésétől
  - J68.0 Bronchitis és pneumonitis vegyszerektől, gázoktól, füstöktől, és szöktet
  - J68.1 Heveny tüdővizenyő vegyszerektől, gázoktól, füstöktől és szöktet
  - J68.2 Felső légúti gyulladás vegyszerektől, gázoktól, füstöktől és szöktet, m.n.o.
  - J68.3 Egyéb akut és szubakut légzőszervi állapotok vegyszerektől, gázoktól, füstöktől és gőzöktől
  - J68.4 Idült légzőszervi állapotok vegyszerektől, gázoktól, füstöktől és gőzöktől
  - J68.8 Egyéb légzőszervi állapotok vegyszerektől, gázoktól, füstöktől és gőzöktől
  - J68.9 Légzőszervi állapotok vegyszerektől, gázoktól, füstöktől és gőzöktől, k.m.n.
- J69 Pneumonitis szilárd anyagoktól és folyadékoktól
  - J69.0 Pneumonitis ételtől és hányadéktól
  - J69.1 Pneumonitis olajoktól és kivonatoktól
  - J69.8 Pneumonitis egyéb szilárd és folyékony anyagtól
- J70 Légzőszervi állapotok egyéb külső ágensektől
  - J70.0 Sugárzás okozta heveny tüdőmanifesztációk
  - J70.1 Sugárzás okozta idült és egyéb tüdőmanifesztációk
  - J70.2 Gyógyszer kiváltotta heveny interstitiális tüdőrendellenességek
  - J70.3 Gyógyszer kiváltotta idült interstitiális tüdőrendellenességek
  - J70.4 Gyógyszer kiváltotta interstitiális tüdőrendellenesség, k.m.n.
  - J70.8 Egyéb, megnevezett külső ágensek okozta légzőszervi állapotok
  - J70.9 Külső ágensek okozta légzőszervi állapot k.m.n.

## Egyéb légzőrendszeri betegségek, amelyek főként a szövetközi állományt érintik (J80-J84)
- J80 Felnőttkori légzési distress szindróma
- J81 Tüdővizenyő
- J82 Pulmonális eosinophilia, m.n.o.
- J84 Egyéb interstitiális tüdőbetegségek
  - J84.0 Alveoláris és parietoalveoláris állapotok
  - J84.1 Egyéb interstitiális tüdőbetegségek fibrosissal
  - J84.8 Egyéb meghatározott interstitiális tüdőbetegségek
  - J84.9 Interstitiális tüdőbetegség, k.m.n.

## Az alsó légutak gennyedéses és elhalásos elváltozásai (J85-J86)
- J85 Tüdő- és gátortályog
  - J85.0 Tüdő gangraena és necrosis
  - J85.1 Tüdőtályog pneumoniával
  - J85.2 Tüdőtályog pneumonia nélkül
  - J85.3 Mediastinális tályog
- J86 Gennymell
  - J86.0 Pyothorax sipollyal
  - J86.9 Pyothorax sipoly nélküli

## A mellhártya egyéb betegségei (J90-J94)
- J90 Mellüregi folyadékképződés, m.n.o.
- J91 Mellüregi folyadékképződés máshol osztályozott állapotokban
- J92 Pleurális callus
  - J92.0 Pleurális callus azbeszt jelenlétével
  - J92.9 Pleurális callus azbeszt nélkül
- J93 Légmell
  - J93.0 Spontán feszülő pneumothorax
  - J93.1 Egyéb spontán pneumothorax
  - J93.8 Egyéb pneumothorax
  - J93.9 Pneumothorax, k.m.n.
- J94 Egyéb mellüregi állapotok
  - J94.0 Chylosus folyadékgyülem
  - J94.1 Fibrothorax
  - J94.2 Haemothorax
  - J94.8 Egyéb meghatározott mellüregi állapotok
  - J94.9 Mellüregi állapot, k.m.n.

## A légzőrendszer egyéb betegségei (J95-J99)
- J95 Beavatkozást követő légzési rendellenességek, m.n.o.
  - J95.0 Tracheostomia malfunctio
  - J95.1 Akut tüdőelégtelenség mellkasműtét után
  - J95.2 Akut tüdőelégtelenség nem mellkasi műtétek után
  - J95.3 Idült tüdőelégtelenség műtétet követően
  - J95.4 Mendelson szindróma
  - J95.5 Beavatkozás utáni subglotticus stenosis
  - J95.8 Egyéb beavatkozás utáni légzési rendellenességek
  - J95.9 Beavatkozás utáni légzési rendellenesség, k.m.n.
- J96 Légzési elégtelenség, m.n.o.
  - J96.0 Heveny légzési elégtelenség
  - J96.1 Idült légzési elégtelenség
  - J96.9 Légzési elégtelenség, k.m.n.
- J98 Egyéb légzési rendellenességek
  - J98.0 A hörgők máshova nem osztályozott betegségei
  - J98.1 Tüdőcollapsus
  - J98.2 Interstitiális emphysema
  - J98.3 Kompenzatórikus emphysema
  - J98.4 A tüdő egyéb rendellenességei
  - J98.5 A mediastinum máshova nem osztályozott betegségei
  - J98.6 A rekeszizom rendellenességei
  - J98.8 Egyéb meghatározott légzési rendellenességek
  - J98.9 Légzési rendellenesség, k.m.n.
- J99 Légzési rendellenességek egyéb, máshova osztályozott betegségekben
  - J99.0 Rheumatoid tüdőbetegség
  - J99.1 Légzési rendellenességek egyéb diffúz kötőszöveti rendellenességekben
  - J99.8 Légzési rendellenességek egyéb máshova osztályozott betegségekben

| Sorszám | Főcsoport                                                                                                | BNO kódok |
| ------- | --- | --------- |
| 01      | BNO-10-01 – Fertőző és parazitás betegségek                                                              | A00–B99   |
| 02      | BNO-10-02 – Daganatok                                                                                    | C00–D48   |
| 03      | BNO-10-03 – A vér és a vérképző szervek betegségei és az immunrendszert érintő bizonyos rendellenességek | D50–D89   |
| 04      | BNO-10-04 – Endokrin, táplálkozási és anyagcsere betegségek                                              | E00–E90   |
| 05      | BNO-10-05 – Mentális és viselkedészavarok                                                                | F00–F99   |
| 06      | BNO-10-06 – Az idegrendszer betegségei                                                                   | G00–G99   |
| 07      | BNO-10-07 – A szem és függelékeinek betegségei                                                           | H00–H59   |
| 08      | BNO-10-08 – A fül és a csecsnyúlvány megbetegedései                                                      | H60–H95   |
| 09      | BNO-10-09 – A keringési rendszer betegségei                                                              | I00–I99   |
| 10      | BNO-10-10 – A légzőrendszer betegségei                                                                   | J00–J99   |
| 11      | BNO-10-11 – Az emésztőrendszer betegségei                                                                | K00–K93   |
| 12      | BNO-10-12 – A bőr és bőralatti szövet betegségei                                                         | L00–L99   |
| 13      | BNO-10-13 – A csont-izomrendszer és kötőszövet betegségei                                                | M00–M99   |
| 14      | BNO-10-14 – Az urogenitális rendszer megbetegedései                                                      | N00–N99   |
| 15      | BNO-10-15 – Terhesség, szülés és a gyermekágy                                                            | O00–O99   |
| 16      | BNO-10-16 – A perinatális szakban keletkező bizonyos állapotok                                           | P00–P96   |
| 17      | BNO-10-17 – Veleszületett rendellenességek, deformitások és kromoszómaabnormitások                       | Q00–Q99   |
| 18      | BNO-10-18 – Máshova nem osztályozott panaszok, tünetek és kóros klinikai és laboratóriumi leletek        | R00–R99   |
| 19      | BNO-10-19 – Sérülés, mérgezés és külső okok bizonyos egyéb következményei                                | S00–T98   |
| 20      | BNO-10-20 – A morbiditás és mortalitás külső okai                                                        | V01–Y98   |
| 21      | BNO-10-21 – Az egészségi állapotot és egészségügyi szolgálatokkal való kapcsolatot befolyásoló tényezők  | Z00–Z99   |
| (22)    | BNO-10-22 – Speciális kódok                                                                              | U00–U99   |